# دلي جي غلام (مقاطعة تشرام)
دلي جي غلام (بالفارسية: دلی جی غلام) هي قرية تقع في قسم بشتة ذيلايي الريفي (مقاطعة تشرام) في إيران. يقدر عدد سكانها بـ 14 نسمة بحسب إحصاء 2016.